# Legalización
El término legalización alude a dos procesos diferentes en Derecho:
- Legalización de una conducta: Significa que una conducta, antes prohibida (fuera de la ley), pasa a estar permitida.
- Legalización de un documento: Un documento se somete a unos requisitos formales requeridos para que tenga validez.

## Legalización de una conducta
La legalización de una conducta supone la permisibilidad de realizar ese acto y, en algunos casos, la despenalización de la misma. Esto es, la conducta constituía delito o infracción administrativa, por lo que acarreaba una pena o una multa. Tras la legalización, los ciudadanos pueden realizar dicha conducta libremente.
Lo normal es que la legalización tenga efectos retroactivos, dadas las características del derecho penal, y que todos los condenados por ese delito sean automáticamente absueltos.
Ejemplos de la legalización sería la despenalización del tráfico de drogas o del aborto en algunos países.
Otro ejemplo en el que es habitual el concepto es el caso de legalización urbanística. Según informe jurídico del CSCAE (Consejo Superior de Colegios de Arquitectos de España), los expedientes de legalización de edificaciones y obras construidas tienen por objeto restaurar la legalidad urbanística, por lo tanto su finalidad es verificar si las obras ejecutadas se ajustan o no al planeamiento urbanístico y normativa urbanística aplicable en el momento de la solicitud de la licencia de legalización. 

## Legalización de un documento

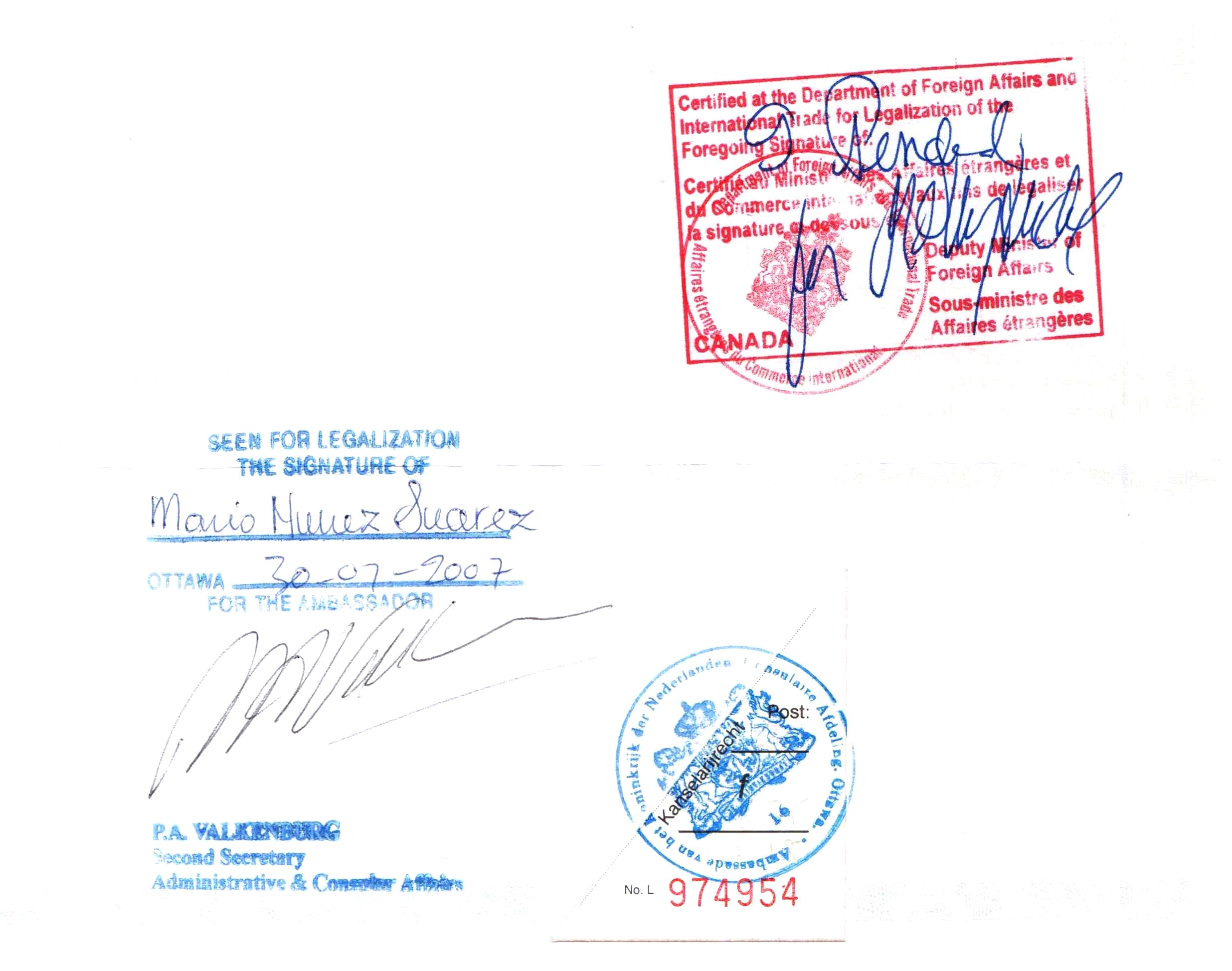
Legalización de un documento

Al pasar por ciertos trámites, un documento pasa a tener una validez mayor que la que tenía anteriormente. Por ejemplo, después de legalizar los libros contables, éstos obtienen una validez que antes no tenían. Al legalizar otros documentos privados, también pueden pasar a tener validez de documento público.
En derecho internacional, la legalización es el proceso de certificación de un documento, de forma que sea reconocido oficialmente por un sistema legal de un país extranjero, generalmente realizada por vía diplomática.
El procedimiento de legalización de un documento extranjero varía de un país a otro. El Convenio de La Haya para la Abolición del Requisito de la Legalización para los Documentos Públicos Extranjeros, ha sustituido este procedimiento por el uso de la apostilla en los países signatarios de dicho convenio. En otro caso, la legalización se suele realizar por vía diplomática.